# SIG 510
Das SG 510 oder SIG 510, als militärische Version Sturmgewehr 1957, abgekürzt Stgw 57, war das Standardgewehr der Schweizer Armee im Kaliber 7,5 × 55 mm in der zweiten Hälfte des 20. Jahrhunderts. Es wurde 1959 / 1960 eingeführt und in den 1990er-Jahren durch das SIG 550 abgelöst. Auf Französisch heisst die Waffe fusil d’assaut 1957 und auf Italienisch fucile d’assalto 1957, abgekürzt wird sie in beiden Sprachen als F ass 57.

## Übersicht
Das Stgw 57 ist ein Rückstosslader mit verzögertem, zweiteiligem Masseverschluss, ähnlich dem G3 von Heckler & Koch. Beim Schuss verzögern zwei einklappbare Rollen bis zum weitgehenden Druckabbau im Lauf den Rücklauf des Verschlusskopfs und damit das Ausziehen der Patronenhülse. Um Hülsenreisser zu vermeiden, sind im Patronenlager Druckausgleichsrillen eingefräst. Der Schiessbecher und die Mündungsbremse sind fester Teil des Laufes. Das Gewehr kann wahlweise Einzel- oder Dauerfeuer schiessen.
Hersteller war die SIG (Schweizerische Industrie-Gesellschaft), der Konstrukteur hiess Rudolf Amsler. Das Stgw 57 ist schwerer als andere Schnellfeuergewehre, aufwendiger hergestellt (mit Zweibein, Tragegriff, Laufmantel) und damit teurer. Es gilt aber als sehr zielgenau und auch im Feuerstoss noch beherrschbar, weshalb es als eines der präzisesten Schnellfeuergewehre der Welt gilt. Insgesamt wurden annähernd 1 Million dieser Waffen hergestellt, wovon 740'000 an die Schweizer Armee geliefert wurden.

## Geschichte
Ab 1955 entwickelte die SIG das Versuchsmodell AM 55. Dabei wurde das Verschlusssystem von Vorläufern des späteren SIG MG 710 übernommen. Zusammen mit dem FN FAL und einem Versuchs-Sturmgewehr der Waffenfabrik Bern wurde das AM 55 von der Schweizer Armee erprobt. 1956 entschied sich der Bundesrat für die Beschaffung des AM 55, das mit einigen Änderungen ab 1960 als Sturmgewehr 57 bei der Truppe eingeführt wurde. Bis Mitte der 1980er-Jahre wurden von der SIG und der Waffenfabrik Bern über 700'000 Stgw 57 produziert. Eine halbautomatische Version des Stgw 57 wurde als PE 57 auf dem zivilen Markt angeboten. Davon wurden ungefähr 5'000 Stück produziert.
Die Bundeswehr testete 1956 sechs Exemplare des AM 55 im Kaliber 7,62 × 51 mm NATO. 1959 wurden 50 Sturmgewehre SIG 510 im selben Kaliber bestellt und unter der Bezeichnung G2 erprobt. 40 G2 waren mit dem gleichen Kolben (Schulterstütze) aus Gummi wie das Stgw 57 ausgestattet, die übrigen zehn erhielten einen Holzkolben. Obwohl das G2 gut abschnitt, wurde wegen des hohen Gewichts auf eine weitere Beschaffung verzichtet.
Die SIG 510 Familie umfasst mehrere Versuchsserien in verschiedenen Kalibern. Neben dem Stgw 57 wurde nur das SIG 510-4 im Kaliber 7,62 × 51 mm NATO in Serie produziert. Es ist leichter und kürzer als das Stgw 57. Ausserdem verfügt das SIG 510-4 über einen Handschutz und Kolben aus Holz, einen anderen Pistolengriff und ein einfacheres Visier. Für den US-Markt wurde das Modell SIG American Match Target (AMT), eine halbautomatische Sportversion des SIG 510-4, gebaut. Zu diesem Zweck wurden die Bajonetthalterung und die Vorrichtung für Gewehrgranaten entfernt. Das SIG AMT ist mit einem oberen Handschutz und einer Haltevorrichtung für ein Zielfernrohr ausgestattet. Insgesamt wurden etwa 100'000 SIG 510 im Kaliber 7,62 × 51 mm exportiert.
Anfang der 1980er-Jahre entwickelte die SIG eine leichtere und kompaktere Variante des Stgw 57. Zu dieser Zeit erprobte die Schweizer Armee bereits mögliche Nachfolgermodelle in einem neuen Kaliber, darunter auch das Versuchsmodell SIG SG 541. Diese handlichere Variante des Stgw 57 war als Ersatzlösung vorgesehen, falls das bisherige Kaliber beibehalten oder die Beschaffung eines Nachfolgers verschoben werden sollte. Zu diesem Zweck wurden 15 Stgw 57 kampfwertgesteigert und zu den Versuchsmodellen SIG 510-6 bzw. Stgw 57/82 KAWEST umgebaut. Der Umbau umfasste unter anderem einen rund 11 cm kürzeren Lauf (495 mm statt 609 mm) sowie den Austausch des Visiers, des Handschutzes, des Kolbens und des Pistolengriffs. Während das Visier dem des SG 541 ähnelt, erinnern Handschutz und Pistolengriff an das SIG 510-4. Diese rund 1 kg leichtere Variante nahm 1981 an Truppenversuchen teil. Nach dem Entscheid zur Beschaffung des Sturmgewehrs 90 wurde das Vorhaben eingestellt.

## Militärischer Einsatz

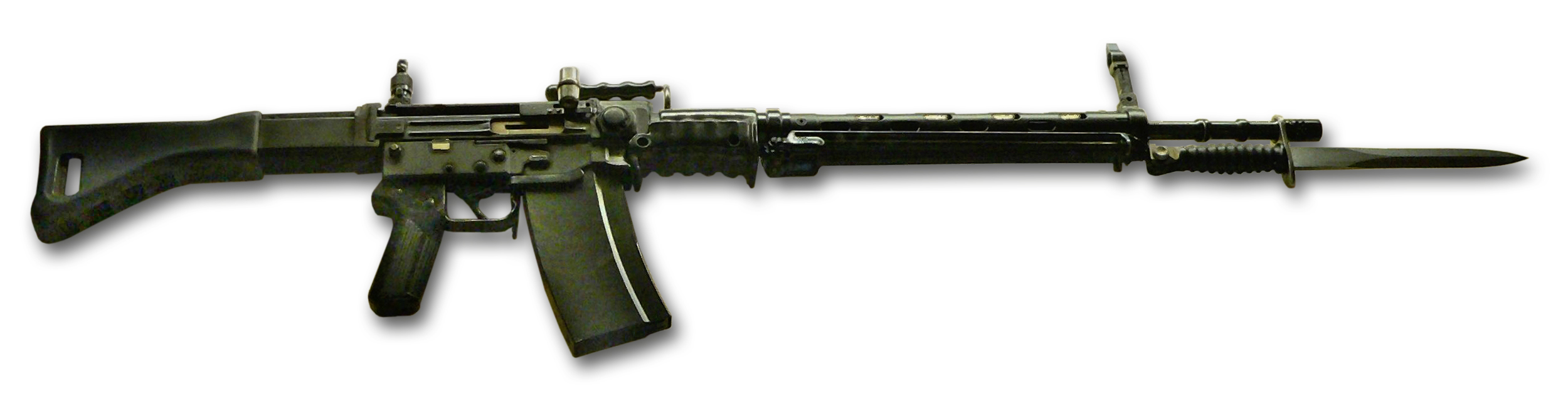
Stgw 57 mit aufgepflanztem Bajonett

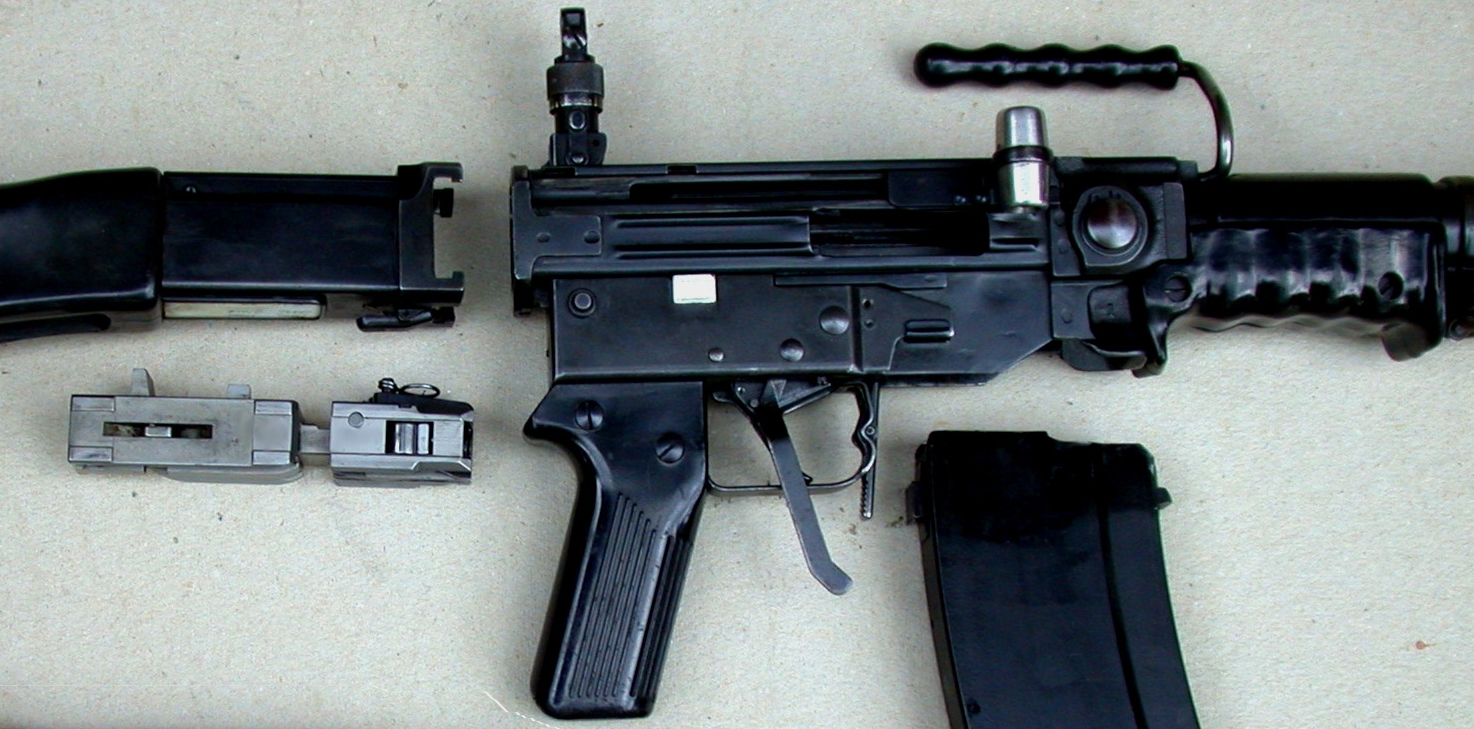
Stgw 57 kleine Zerlegung

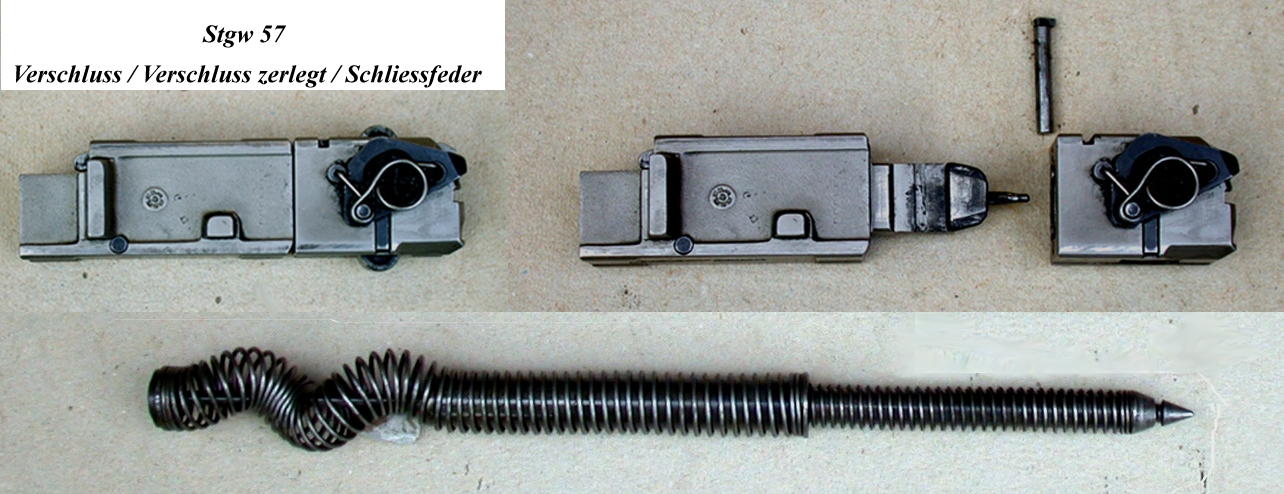
Stgw 57, Verschluss

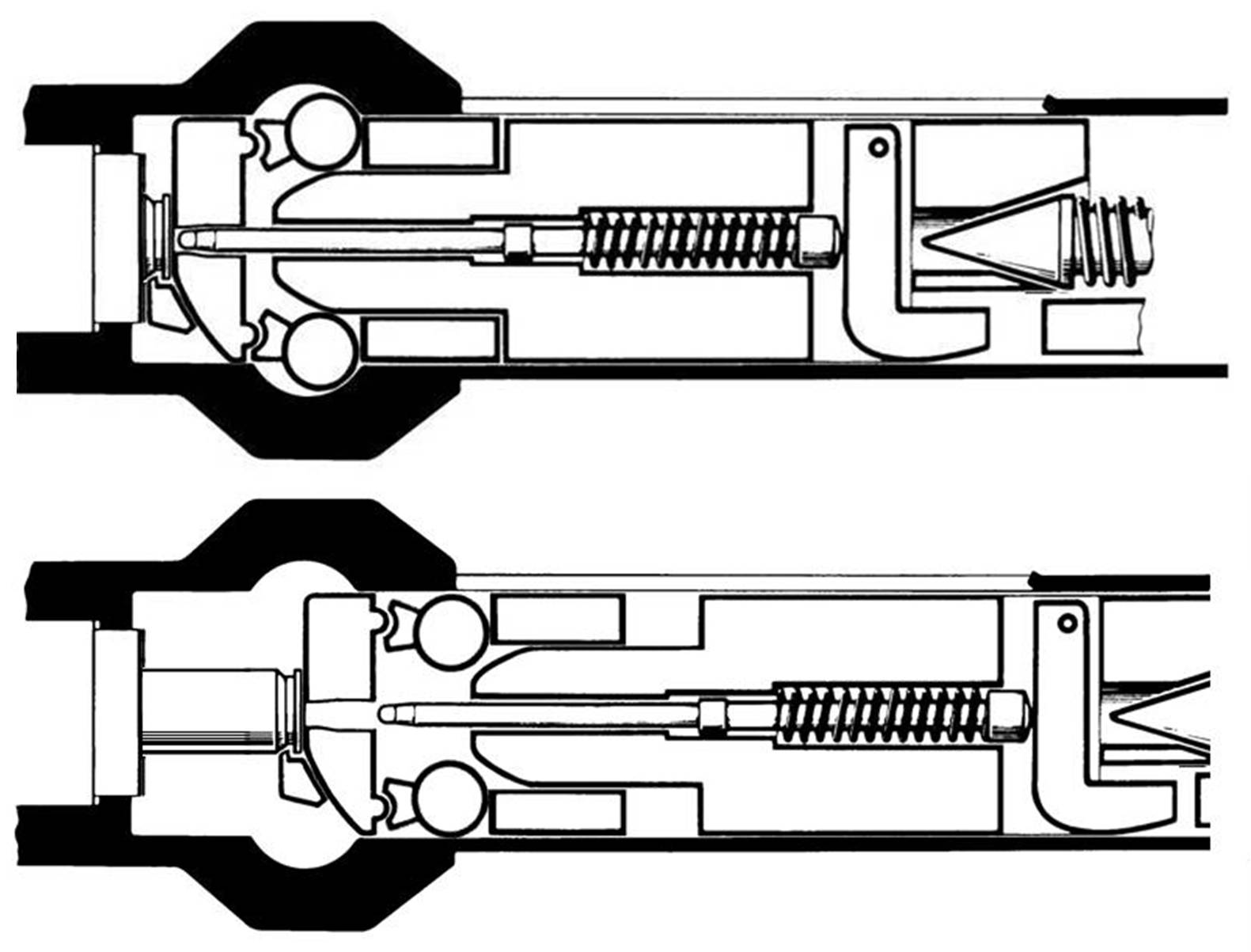
Verriegelungssystem

Das Stgw 57 setzte die Schweizer Armee als persönliche Universalwaffe ein. In der Füsiliergruppe ersetzte es den Karabiner 31, die Maschinenpistole Suomi M-31 und das Lmg 25 (System Furrer, Kniegelenk).
Das verschiebbare Zweibein konnte als Mittel- oder Vorderstütze verwendet werden. Einzelfeuer wurde ab Mittelstütze abgegeben. Im Serienfeuer wurde das Stgw 57 vorzugsweise auf Vorderstütze eingesetzt, damit wurden kleine Schussgarben erzielt, im Dauerfeuer wurde zudem das Abwandern der Schüsse vermieden.
Zudem konnte das Stgw 57 Gewehrgranaten (Hohlladungsgranaten zur Panzerabwehr und Sprenggranaten zur Bekämpfung von weichen Zielen) im Direkt- oder Bogenschuss sowie Nebelgranaten abfeuern. Zur Bekämpfung von weiter entfernten Zielen hatten diese Granaten eine Zusatztreibladung im Raketenprinzip. Zum Verschiessen der Granaten musste ein speziell entwickeltes Magazin mit Treibpatronen eingesetzt werden, das den Verschluss blockierte, die Waffe wurde zum Repetierer. Ein Einsatz in diesem Magazin verhinderte das Laden der GP 11, nur die kürzeren Treibpatronen passten hinein. Zum Flachschuss schoss der Soldat nicht aus der Schulter, er klemmte das Gewehr unter den Arm. Um Verletzungen am Finger durch den Abzugsbügel zu vermeiden, konnte eine Verlängerung des Abzuges, der Winterabzug, heruntergeklappt werden. Zum Bogenschuss konnte das Gewehr dank dem Gummikolben direkt auf den Boden aufgesetzt werden. Die Mittelstützen dienten dann als Zielhilfe. Auf der einen Spreize war die Distanzskala für den Bogenschuss ohne, auf der anderen für den Bogenschuss mit Zusatztreibladung angebracht. Dies erlaubte, die Waffe mit einem Pendel (Schnur mit Taschenmesser) auf die geschätzte Schussdistanz einzupendeln. Die maximale Schussweite der Granaten mit Zusatztreibladung (V0 70 m/s) war 250 m im Flachschuss und 420 m im Bogenschuss.
Scharfschützen erhielten ein leicht modifiziertes Stgw 57, auf das ein Zielfernrohr mit vierfacher Vergrösserung des Herstellers Kern & Co aufgesetzt werden konnte. Zudem existierte für diese Waffe ein Infrarot-Nachtsichtgerät mit aufgebautem Infrarot-Scheinwerfer. ZF-Sturmgewehre waren Korpsmaterial, sie gehörten nicht zur persönlichen Ausrüstung.
Für den Export gab es eine vereinfachte Version mit der Bezeichnung SIG 510 mit kürzerem Lauf, verkleinertem Magazin (20 Patronen), ohne Zweibeinstütze sowie Kolben und Vorderschaft aus Holz statt Kunststoff. Von mehreren angebotenen Varianten wurde das SIG 510-4 im NATO-Kaliber 7,62 × 51 mm an die südamerikanischen Staaten Chile und Bolivien verkauft. Einen Teil dieser Waffen stellte Beretta in Lizenz in Italien her. Weitere Exporte kamen nicht zustande.
Ende der 1950er-Jahre kaufte die deutsche Bundeswehr 50 Exemplare im Kaliber 7,62 × 51 mm NATO und erprobte sie unter der Bezeichnung G2 parallel zum spanischen CETME Modell A. 40 der Waffen hatten wie die Schweizer Modelle Schulterstützen aus Hartgummi, 10 aus Holz.
Aufgrund des damals in der NATO vorherrschenden Verlangens (siehe die Entwicklungsgeschichte des Gewehrs M16) nach besonders leichten Waffen wurde es allerdings als zu schwer befunden und abgelehnt.

## Zivile Nutzung
Das Sturmgewehr 1957 ist in der Schweiz für das Schiesswesen ausser Dienst zugelassen. Seit der Einführung des Sturmgewehrs 1990 im Jahre 1990 ging die sportliche Nutzung etwas zurück. Da die persönliche Schusswaffe in der Schweizer Armee den Armeeangehörigen nach Erfüllung der Dienstpflicht, abgeändert auf Einzelfeuer, zu Eigentum übergeben wird, ist es in den Schützenvereinen in der Schweiz weiterhin stark verbreitet und wird vor allem von früher damit ausgerüsteten Armeeangehörigen eingesetzt.

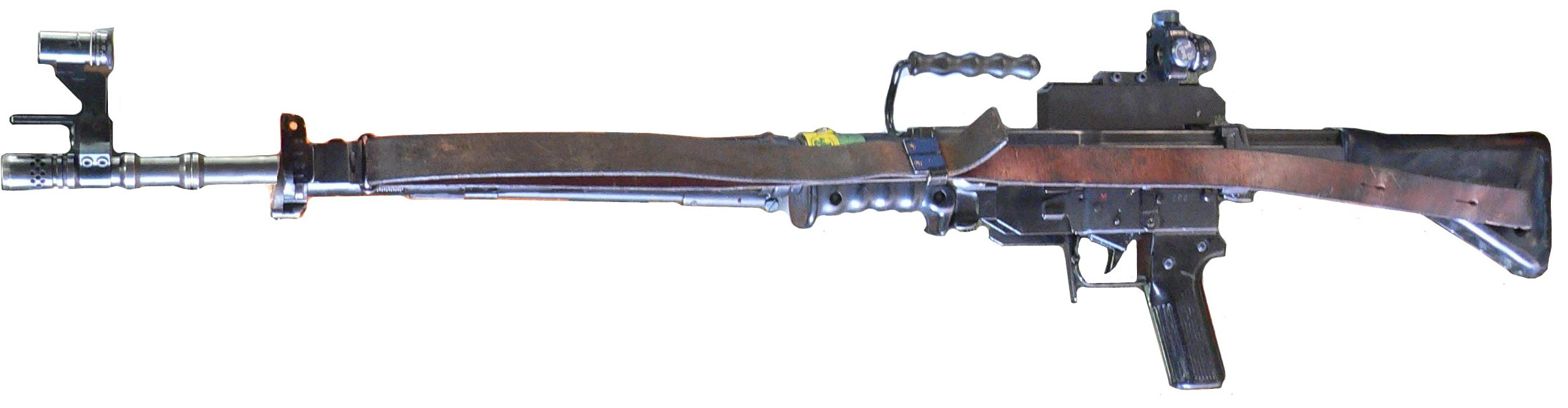
Stgw 57/03

Seit 2003 kann das Sturmgewehr mit einem Diopter und einer Ringkornvisierung aufgerüstet werden. Wenn die Visierlinienlänge dabei durch Montage auf dem Lauf verlängert wird, ist es dem Sturmgewehr 90 auf 300 m überlegen. Die Bezeichnung im Schiesssport lautet dafür Stgw 57/03 und datiert auf das Jahr 2003. Die nicht aufgerüsteten Stgw 57 werden als 57/02 bezeichnet. Für beide Waffen ist ein Hilfsmittelverzeichnis des VBS vorhanden, das für sämtliche Ordonnanzgewehre die Abzugsgewichte und erlaubten Hilfsmittel regelt.

## Versionen
- SIG AM 55: verschiedene Versuchsmodelle[3]
- SIG Sturmgewehr 57: Standardvariante der Schweizer Armee, Kaliber 7,5 × 55 mm Swiss (GP 11)[3]

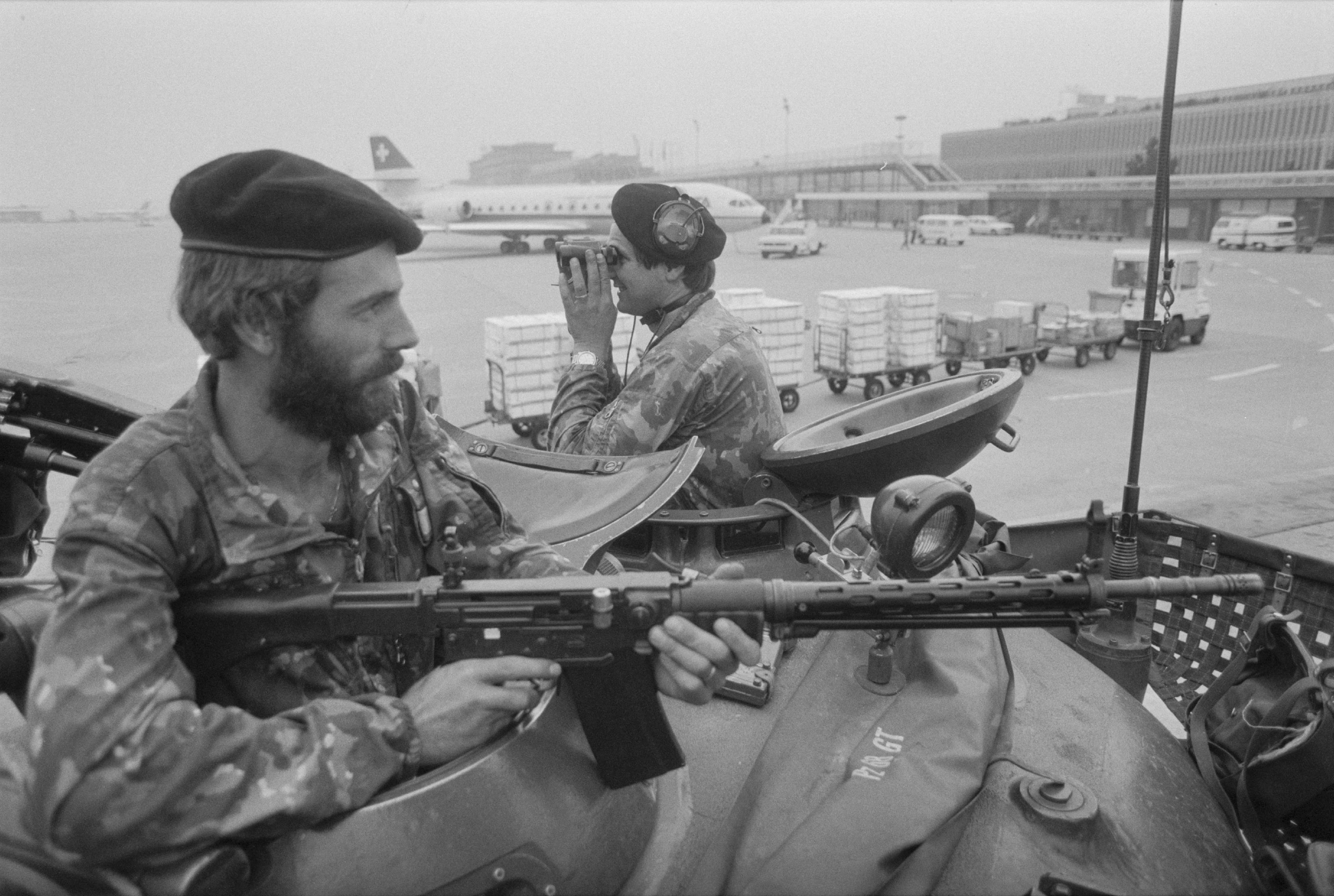
Schweizer Soldat mit einem Sturmgewehr 57

- Schweizer Soldat mit einem Sturmgewehr 57SIG PE 57: halbautomatische Zivilversion des Sturmgewehrs 57, Kaliber 7,5 × 55 mm Swiss[3] (nicht zu verwechseln mit privatisierten Armeemodellen)
- SIG 510-1: Versuchsserie im Kaliber 7,62 × 51 mm NATO[3][5]
- SIG 510-2: Versuchsserie, leichtere Version des SIG 510-1[3][5]
- SIG 510-3: Versuchsserie im Kaliber 7,62 × 39 mm (M 43)[3][5]
- SIG 510-4: in Serie produzierte, leichte Version im Kaliber 7,62 × 51 mm NATO[3][5]SIG 510-4 im Kaliber 7,62 × 51 mm NATO

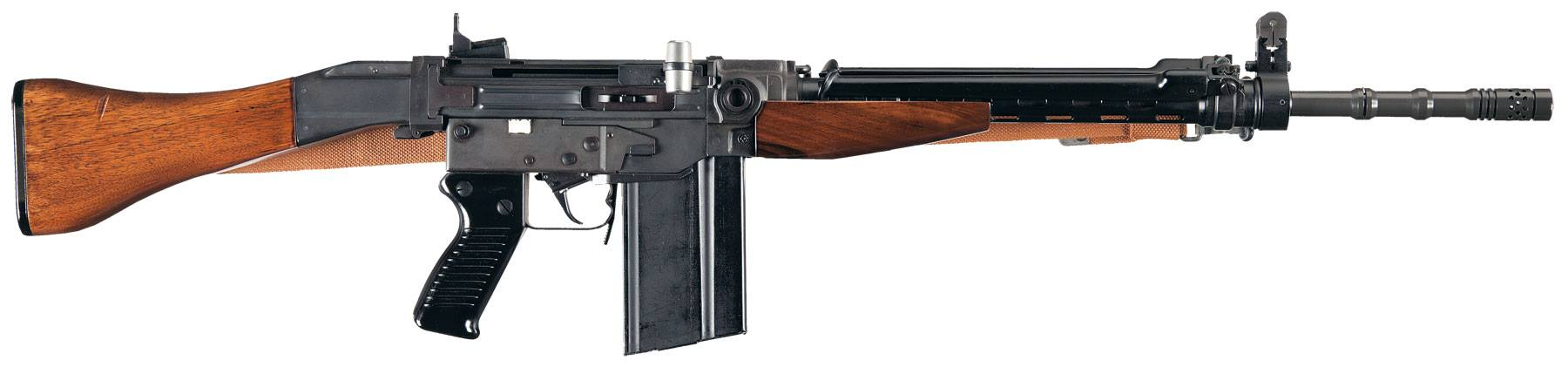
SIG 510-4 im Kaliber 7,62 × 51 mm NATO

- SIG AMT: halbautomatische Sportversion des SIG 510-4, als American Match Target für den Export vorgesehen, Kaliber 7,62 × 51 mm NATO (wenige Exemplare im Kaliber .308 Winchester)[3][6]
- SIG 510-5: Prototyp im Kaliber .30-06 Springfield[6]
- SIG 510-6: Versuchsserie Stgw 57/82 KAWEST, Kaliber 7,5 × 55 mm Swiss[3]